# Carrer de Pelai
El carrer de Pelai és un carrer de la ciutat de Barcelona que marca el límit entre els districtes de Ciutat Vella i l'Eixample. Parteix de la plaça de la Universitat i arriba a la plaça de Catalunya. El nom fa referència al rei Pelai d'Astúries.
És un dels principals carrers comercials de la ciutat.

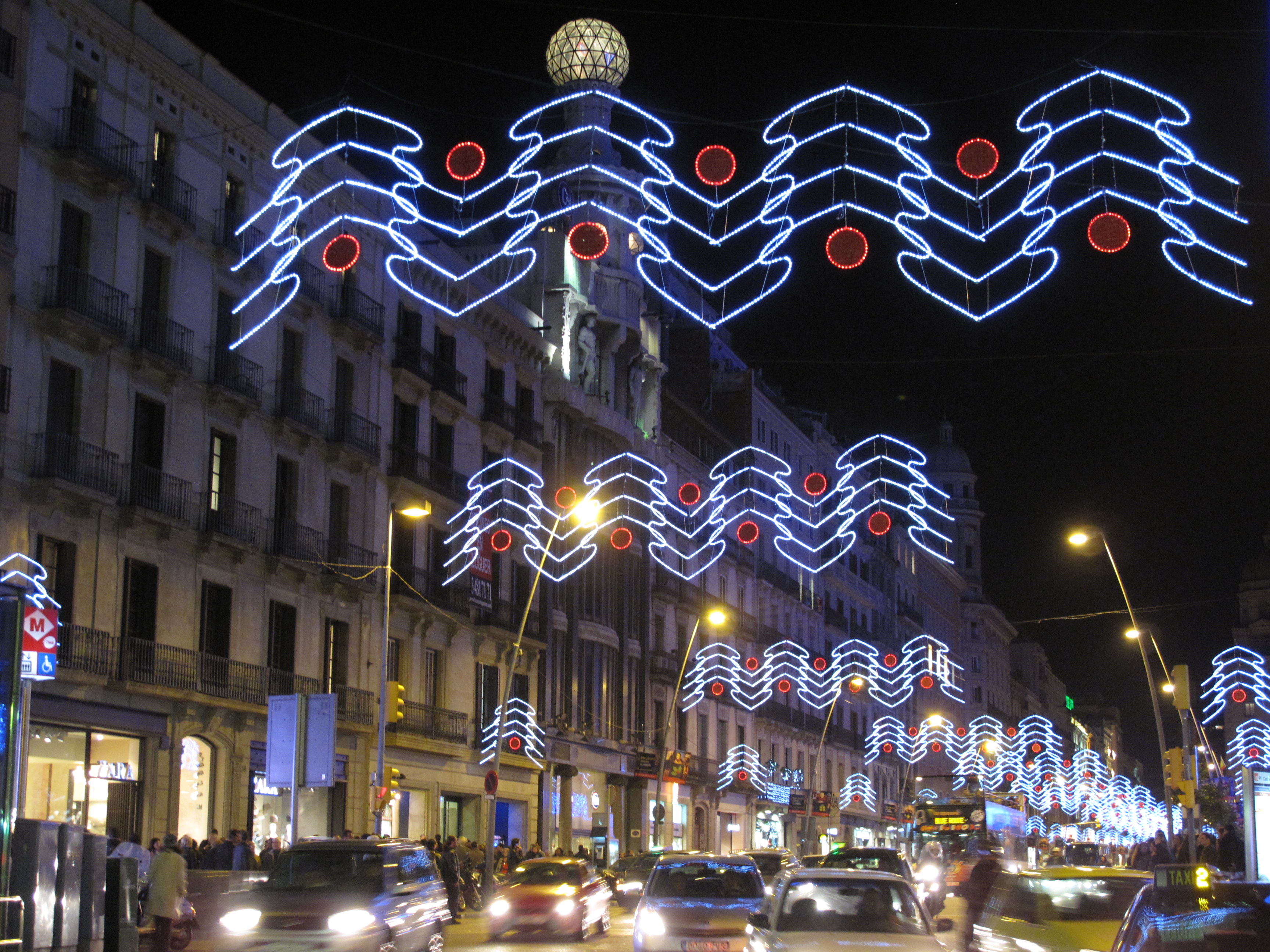
Il·luminacions nadalenques al carrer de Pelai, amb la cúpula dels magatzems Damians a l'esquerra

Al número 54 hi ha l'edifici dels magatzems Damians (posteriorment El Siglo, i actualment C&A), fets en col·laboració per Eduard Ferrés, Lluís Homs i Ignasi Mas (1915).
Al número 28 hi havia la seu del diari La Vanguardia, des del 1903 fins al 2004, data en què l'edifici es reconvertí en un hotel.